# 田村貞雄
田村 貞雄（たむら さだお、1937年8月21日 - 2020年3月10日）は、日本の歴史学者、日本史研究者、静岡大学名誉教授。

## 経歴
1937年、山口県徳山市（現・周南市）で生まれた。東京教育大学文学部史学科で学び、1960年に卒業。同大学大学院に進学し、1967年に博士課程を満期退学。
卒業後は、北海道教育大学釧路分校講師となった。1969年に助教授昇格。1974年、静岡大学教養部助教授となり、1978年に教養部教授・情報学部教授となった。2001年に静岡大学を定年退官し、名誉教授となった。2020年3月10日、82歳で死去。

## 研究内容・業績
日本近代史を専門とし、幕末から明治時代に関する著作を残した。明治六年政変をめぐって毛利敏彦が提起した西郷隆盛は征韓論者ではなかったとする説を批判し、毛利と激しく論争した。

## 著作
著書
- 『殖産興業』教育社歴史新書　1977
- 『地租改正と資本主義論争』吉川弘文館　1981
- 『日本史をみなおす 地域から撃つ国家の幻想』青木書店　1986
- 『ええじゃないか始まる』青木書店　1987
- 『新編日本史をみなおす』(1 地域と文化)青木書店　1996
- 『新編日本史をみなおす』(2 戦争と近代)』青木書店　1997
- 『秋葉信仰の新研究』岩田書院 2014

共編著
- 『山口県自由民権運動史料集』編　マツノ書店　1983
- 『初代山口県令中野梧一日記』校注　マツノ書店　1995
- 『秋葉信仰』監修 中野東禅,吉田俊英編　雄山閣出版　1998
- 『徳川慶喜と幕臣たち 十万人静岡移住その後』編著　静岡新聞社出版局　1998
- 『形成期の明治国家』編　吉川弘文館(幕末維新論集) 2001
- 『前原一誠年譜』校注　マツノ書店　2003
- 『明治期日本の光と影』阿部猛共編　同成社　2008
- 『「ええじゃないか」の伝播』編　岩田書院ブックレット 2010

## 参考
- 幕末維新論集〈8〉形成期の明治国家 - 紀伊國屋書店BookWeb